# Rivière aux Castors (rivière du Sault au Mouton)
Pour les articles homonymes, voir Castor.
La rivière aux Castors est un affluent de la rivière du Sault au Mouton, coulant sur la rive nord du fleuve Saint-Laurent, dans le territoire non organisé de Lac-au-Brochet et la municipalité de Longue-Rive, dans la municipalité régionale de comté (MRC) de La Haute-Côte-Nord dans la région administrative de la Côte-Nord, au Québec, au Canada. Le cours de la rivière traverse la Zec D'Iberville.
La partie inférieure du bassin versant de la rivière du Sault au Mouton est desservie par la route 138 qui la traverse près de son embouchure. À partir du village de Sault-au-Mouton, cette vallée est desservie par le chemin de la Rivière-du-Sault-au-Mouton qui remonte vers l'ouest le cours de la rivière. Quelques routes forestières desservent généralement le côté ouest de la vallée de la rivière aux Castors,.
La foresterie constitue la principale activité économique de cette zone ; les activités récréotouristiques, en second.
La surface de la rivière aux Castors est habituellement gelée de la fin novembre au début avril, toutefois la circulation sécuritaire sur la glace se fait généralement de la mi-décembre à la fin mars.

## Géographie
Les principaux bassins versants voisins de la rivière aux Castors sont :
- Côté nord : ruisseau à Dorick, ruisseau des Cèdres, Lac des Cèdres, rivière des Cèdres, rivière Portneuf ;
- Côté est : rivière du Sault au Mouton, Lac des Cèdres, estuaire du Saint-Laurent ;
- Côté sud : Rivière du Sault au Mouton, ruisseau à la Truite, rivière des Petits Escoumins ;
- Côté ouest : Rivière du Sault au Mouton, rivière Roussel[2]

La rivière aux Castors prend sa source à la confluence des décharges de plusieurs lacs (altitude : 281 m) en zone forestière, dans le territoire non organisé du Lac-au-Brochet. Cette source est située à 3,3 km au nord-est du cours de la rivière Roussel.
À partir de cette source, le cours de la rivière aux Castors coule entièrement en zone forestière sur 25,2 km selon les segments suivants :
- 5,6 km vers l'est en formant une boucle vers le sud en fin de segment, jusqu’à la décharge (venant du nord) du lac de la Grillade ;
- 6,2 km vers l'est en formant une boucle vers le sud, puis le nord jusqu’à la décharge (venant du nord-ouest) du lac Hunter ;
- 4,4 km vers l’est, puis le sud-est, jusqu’à la limite de la municipalité de Longue-Rive ;
- 5,6 km vers le sud-est, en serpentant jusqu’à un coude de rivière, correspondant à un ruisseau (venant du nord) ;
- 3,4 km vers le sud jusqu’à son embouchure[2].

La rivière aux Castors se déverse dans un coude de rivière sur la rive nord-est de la rivière du Sault au Mouton. Cette confluence se situe à :
- 13,8 km à l'est de la source de la rivière ;
- 8,7 km à l'ouest de l’embouchure de la rivière du Sault au Mouton ;
- 23,6 km au nord-ouest du pont de l’embouchure de la rivière des Escoumins, au village des Escoumins ;
- 52,5 km au nord-est du centre du village de Tadoussac ;
- 28,7 km au sud-est du centre-ville de Forestville[2].

## Toponymie
Le terme Castors constitue un patronyme de famille d'origine française.
Le toponyme Rivière aux Castors a été officialisé le 5 décembre 1968 à la Banque des noms de lieux de la Commission de toponymie du Québec.